# Ferdinand Dörfler (Schauspieler)
Ferdinand Dörfler (* 1969 in München) ist ein deutscher Schauspieler.

## Leben
Ferdinand Dörfler entstammt einer Künstlerfamilie. Sein Vater war der Bühnen- und Szenenbildner Walter Dörfler, sein Großvater der Schriftsteller und Heimatdichter Anton Dörfler. Er wuchs in Seeshaupt auf, ging in Weilheim zur Schule und studierte von 1992 bis 1996 an der Hochschule für Schauspielkunst „Ernst Busch“ Berlin. Bereits ab 1995 spielte er am Staatstheater Dresden, dessen Ensemble er bis 2001 angehörte. Anschließend wechselte er an das Staatstheater Stuttgart, trat während dieser Zeit auch bei den Freilichtspielen Schwäbisch Hall auf. Von 2005 bis 2008 war Dörfler am Deutschen Schauspielhaus in Hamburg engagiert, von 2007 bis 2008 wirkte er darüber hinaus auch am Berliner Ensemble. Weitere Stationen seiner Bühnenlaufbahn waren unter anderem das Nationaltheater Weimar, die Theater in Baden-Baden und Augsburg, das Stadttheater Klagenfurt und die Kreuzgangspiele Feuchtwangen.
Bekannte Rollen Dörflers waren die Titelfiguren in Macbeth von William Shakespeare, Wilhelm Tell von Friedrich Schiller, der Jedermann von Hugo von Hofmannsthal und der Schinderhannes von Carl Zuckmayer. Dörfler war der Milchmann Tevje im Musical Anatevka von Jerry Bock und Joseph Stein und spielte in Stücken von Anton Tschechow, Ödön von Horváth oder Bertolt Brecht. Im Frühjahr 2018 verkörperte er im Münchner Staatstheater am Gärtnerplatz den Schreinermeister Eder in der Uraufführung des Musicals Pumuckl nach den Geschichten von Ellis Kaut.
Erste Fernsehrollen übernahm Dörfler ab Ende der 1990er-Jahre. Erst zehn Jahre später begann er bis heute regelmäßig vor der Kamera zu arbeiten, überwiegend in kleineren Rollen sowie als Gastdarsteller in bekannten Fernsehserien, wie Der Alte oder Die Rosenheim-Cops, wo er jeweils mehrfach zum Einsatz kam. 2016 hatte er einen Part in der Ku’damm 56-Trilogie. 2009 und 2010 wirkte er neben Thomas Bestvater als Mo und Bill in zahlreichen Werbespots des Mobilfunkanbieters Mobilcom-Debitel mit.
Mit der Schauspielerin und Schauspieldozentin Berit Fromme-Dörfler hat er eine gemeinsame Tochter (* 2011). Ferdinand Dörfler lebt in Seeshaupt.

## Filmografie (Auswahl)
- 1999: Tatort: Todesangst
- 2008: Der Goldene Nazivampir von Absam 2 – Das Geheimnis von Schloß Kottlitz
- 2008: Kommissar Süden und der Luftgitarrist
- 2009–2017: Der Alte (3 Folgen)
- 2009: Der Kaiser von Schexing – Die großen und die kleinen Sachen
- 2010: Sau Nummer vier. Ein Niederbayernkrimi
- 2010: Kanal fatal (10 Folgen in verschiedenen Rollen)
- 2010–2017: Die Rosenheim-Cops (3 Folgen)
- 2011: Die Dienstagsfrauen … auf dem Jakobsweg zur wahren Freundschaft
- 2011: Sommer in Orange
- 2012: SOKO München – Ausgekocht
- 2012: Die Garmisch-Cops – Abgerechnet wird zum Schluss
- 2013: Hubert und Staller – Schwarzer Freitag
- 2013: München 7 – Zimmer frei
- 2013: Lindenstraße – Thomas
- 2013: 24 Milchkühe und kein Mann
- 2013: Der Kaktus
- 2013: Paradies 505. Ein Niederbayernkrimi
- 2013: Die Gruberin
- 2014: Die Tote aus der Schlucht
- 2014: Monaco 110 – Eifersucht
- 2014: Kommissarin Lucas – Kettenreaktion
- 2014: SOKO München – Wahlverwandtschaften
- 2015: Mein Schwiegervater, der Stinkstiefel
- 2015: Utta Danella – Lügen haben schöne Beine
- 2016:  Tatort: Klingelingeling
- 2016: Ku’damm 56
- 2016: Alles aus Liebe
- 2016: München Mord: Wo bist Du, Feigling?
- 2016: Liebe bis in den Mord
- 2016: München 7 – Wahre Liebe
- seit 2016: Marie fängt Feuer (26 Folgen als Gerhard Tenner)
- 2017: Matula – Der Schatten des Berges
- 2017: Maximilian – Das Spiel von Macht und Liebe
- 2017: Sky Blue
- 2018: Tatort: Freies Land
- 2018: Arthurs Gesetz
- 2019: Der Pass – Masken
- 2019: Watzmann ermittelt – Fluch am Eckstein
- 2020: Oktoberfest 1900 (Fernsehserie)
- 2020: SOKO München – Countdown
- 2021: Weißbier im Blut
- 2021: Polizeiruf 110: Frau Schrödingers Katze
- 2021: Toni, männlich, Hebamme – Nestflucht
- 2021: Willi und die Wunderkröte
- 2022: Zurück aufs Eis
- 2022: Hartwig Seeler – Im Labyrinth der Rache
- 2024: Hubert ohne Staller – Eine ungeklärte Leiche

## Hörspiele
- 1995: Der neue Gott, der mit Millionen Zungen redet – Autor: Hans Henny Jahnn – Regie: Ronald Steckel
- 2009: Die Geldmacher von Harlem – Autor: Chester Himes – Regie: Martin Heindel
- 2010: Kreuzeder – Autor: Jörg Graser – Regie: Robert Matejka
- 2010: Die wahrhaft coolen Killer – Autor: Chester Himes – Regie: Martin Heindel
- 2017: Radio-Tatort (Folge: Toter Acker) – Autor: Robert Hültner – Regie: Ulrich Lampen
- 2017: Kreuzeder und der Dschihad – Autor: Jörg Graser – Regie: Cordula Dickmeiß